# 나주 김효병 가옥
나주 김효병 가옥(羅州 金孝炳 家屋)은 대한민국 전라남도 나주시 왕곡면에 있는 건축물이다. 1986년 2월 7일 전라남도의 민속문화재 제11호로 지정되었다.

## 개요
경사진 대지에 자리잡고 있는 집으로 앞쪽에 사랑채를 배치하고 뒷쪽에 안채를 두었다. 안채는 조선 후기에 짓고 1924년 경에 고친 것으로 추정한다.
안채는 큰방·작은방·부엌 이외에는 모두 마루를 꾸며 특이한 평면을 이루고 있으며, 평면에 따라 지붕의 형태가 다르다. 사랑채 지붕은 원래 초가지붕이었다고 하며 매우 간소하게 꾸몄다.

## 참고 자료
- 나주김효병가옥 - 국가유산청 국가유산포털